# Ourlala
Ourlala (en bereber: ⵓⵔⵍⴰⵍ; en árabe: أورلال‎) es un pueblo y una comuna que se encuentra situado en la provincia de Biskra, en Argelia. Según el censo realizado en el año 1998 posee una población de 5.820 personas. Utiliza el horario UTC+1.